# Nieuw-Zeelandse valk
De Nieuw-Zeelandse valk of Kārearea (Falco novaeseelandiae) is een middelgrote valk en de enig overgebleven endemische roofvogel van Nieuw-Zeeland.

## Kenmerken
De Nieuw-Zeelandse valk heeft een lengte van 36 tot 48 cm, een gewicht van 252 tot 600 g en een spanwijdte van 66 tot 91 cm. Net zoals bij veel andere valkensoorten is sprake van seksuele dimorfie; het vrouwtje is gemiddeld groter en 150 gram zwaarder dan het mannetje. In het verenkleed zit geen onderscheid. De achterkant en de bovenkant van de kop zijn donker bruinzwart gekleurd, terwijl de voorkant crèmekleurig is met duidelijke donkere stippen. De veren op de poten en de onderkant van de staart zijn rood-bruin en de poten zijn geel. De naaste verwant van de Nieuw-Zeelandse valk is de grote bruine valk, die voorkomt in Australië en op Nieuw-Guinea. Wat uiterlijk betreft vertoont de soort ook gelijkenis met de Australische bruine kiekendief, maar deze laatste is veel groter.

## Verspreiding en leefgebied
De Nieuw-Zeelandse valk komt voor in drie gescheiden subpopulaties, die echter niet als ondersoorten erkend worden.
- Bush Falcon in de bergen van het Noordereiland en het noorden van het Zuidereiland (circa 650 broedparen)
- Eastern Falcon in de bergketens van het oosten van het Zuidereiland (circa 3.150 broedparen)
- Southern Falcon in het zuiden van het Zuidereiland, op Stewarteiland en op de Aucklandeilanden (circa 200 broedparen)

De soort komt voornamelijk voor in half open landschappen met plaatselijk bos en met open plekken, zoals weilanden in rivierdalen, meestal onder de 1500 m boven zeeniveau. Wordt soms in steden waargenomen, maar broedt in bossen en op rotsen in afgelegen plaatsen ver van menselijke bewoning.

### Gedrag
Het hoofdbestanddeel van het voedsel bestaat uit (zang)vogels. Ook kleine zoogdieren, hagedissen en insecten staan op het menu. De soort jaagt zowel vanuit een uitzichtpunt als vliegend, waarbij de prooi in de lucht of op de grond gevangen wordt.

### Voortplanting
Net als de overige valken bouwt de soort geen nest. Het legsel van twee tot vier eieren wordt in dichte vegetatie op de grond of aan de voet van een rotsblok gelegd. De eieren worden in 29 tot 35 dagen uitgebroed, waarna de jongen nog 32 tot 35 dagen in het nest blijven en daarna nog 70 tot 90 dagen van de oudervogels afhankelijke zijn.

## Status
De grootte van de populatie werd in 2012 door BirdLife International geschat op 3500 tot 15.000 individuen, maar dit is gebaseerd op dertig jaar oude gegevens en veronderstellingen over habitatverlies in deze periode. Het leefgebied werd vooral in de vorige eeuw aangetast door ontbossing waarbij natuurlijk bos wordt omgezet in gebied voor agrarisch gebruik. Verder vindt soms nog afschot plaats, hoewel de vogel sinds 1970 wettelijk is beschermd en verder is er predatie door de ingevoerde voskoesoe (Richosurus vulpecula) die eieren van de valk rooft. Ondanks deze bedreigingen staat deze soort als niet bedreigd op de Rode Lijst van de IUCN.

## Trivia
De Nieuw-Zeelandse valk staat afgebeeld op het biljet van 20 Nieuw-Zeelandse dollar.

## Afbeeldingen

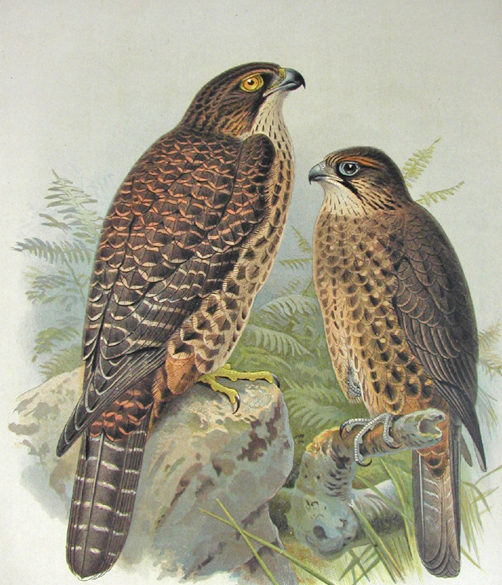
Illustratie van John Gerrard Keulemans
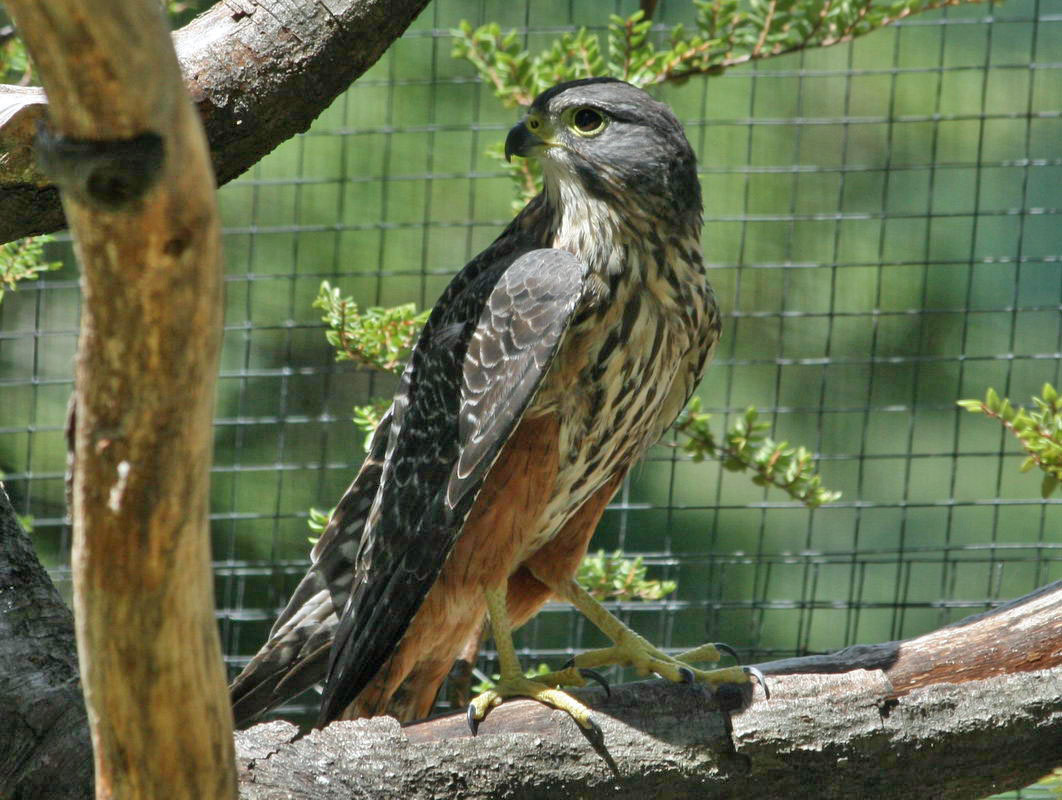
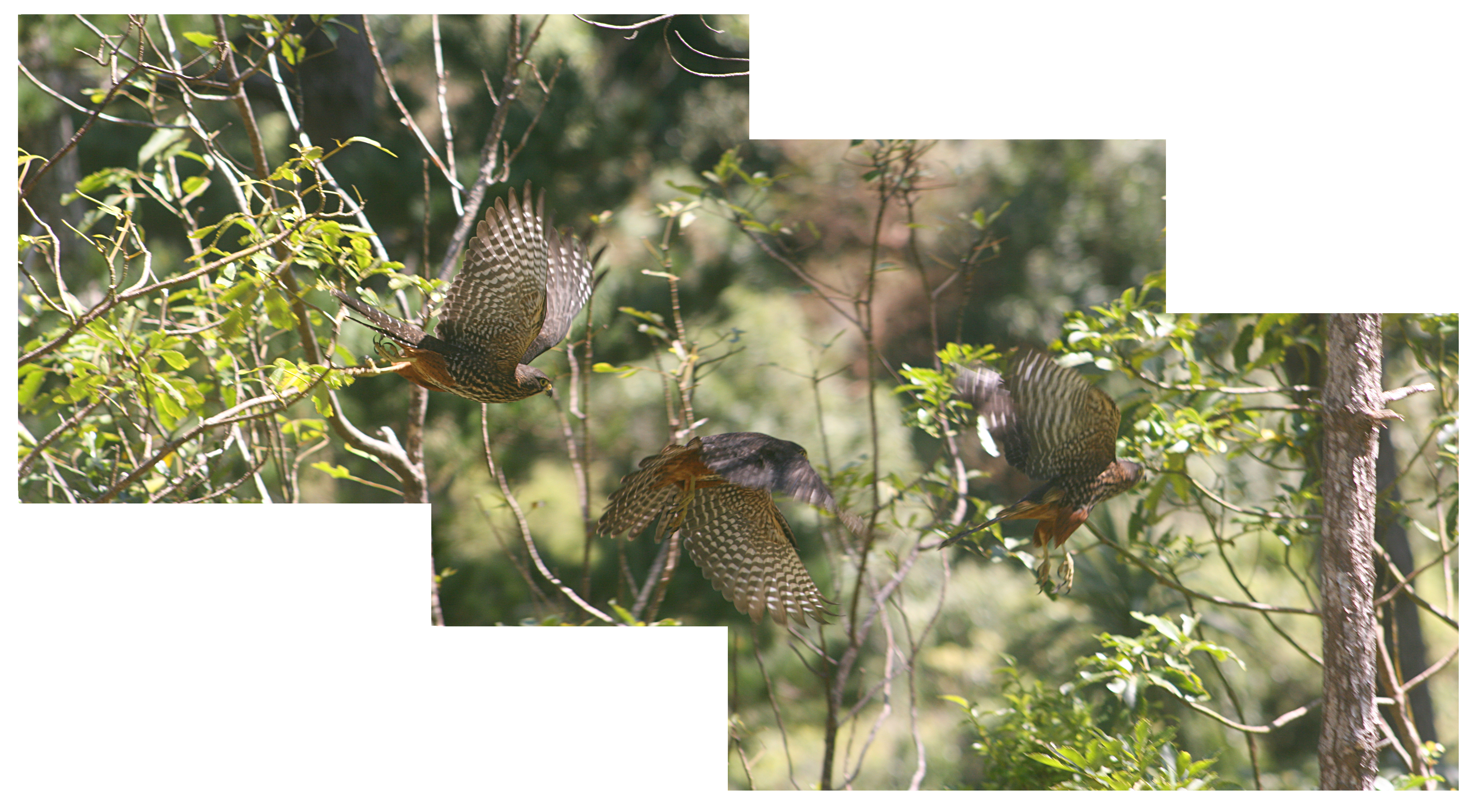
compositiefoto van de vlucht